# Penium oblongum
Penium oblongum là một loài Song tinh tảo trong họ Desmidiaceae, thuộc chi Penium.